# Парини (Палермо)
Парини је насеље у Италији у округу Палермо, региону Сицилија.
Према процени из 2011. у насељу је живело 18 становника. Насеље се налази на надморској висини од 126 м.